# Bobby Zamora
Robert Lester "Bobby" Zamora (sinh ngày 16 tháng 1 năm 1981 ở London) là một cựu cầu thủ bóng đá người Anh. Zamora bắt đầu sự nghiệp ở Bristol Rovers, nhưng sau đó được Brighton & Hove Albion ký hợp đồng, nơi anh tìm thấy những thành công. Zamora ghi 77 bàn trong 3 mùa giải và giúp đội bóng hai lần lên hạng thành công.
Sau một quãng thời gian không thành công cùng Tottenham Hotspur, Zamora chuyển tới West Ham United nơi anh có 5 mùa giải và giúp đội bóng lên chơi ở Giải ngoại hạng. Zamora gia nhập Fulham vào năm 2008 nơi mà ngay trong mùa giải đầu tiên anh đã có vị trí chính thức nhưng chỉ ghi 4 bàn. Tuy nhiên, phong độ của Zamora trong mùa giải 2009-10 đã cải thiện nhiều và anh đang hướng đến một suất trong đội tuyển Anh. Zamora có một vai trò quan trọng trong thành công của Fulham ở Premier League, cúp FA và Europa league. Zamora đã từng chơi cho đội U21 Anh khi còn trẻ.